# Nova Publishers
 (août 2007).
Nova Publishers est une maison d'édition située à New York, dont la section Nova Science publie des ouvrages scientifiques (principalement en géopolitique, politique et économie, physique, recherche médicale, langues et sciences du langage). La rédactrice en chef actuelle de Nova Science s'appelle Alexandra M. Columbus, après Nadia Columbus, qui avait succédé à Frank H. Columbus en 2010. 
Sa politique éditoriale a évolué : cette maison d'édition choisit ses éditeurs sur la base de leurs dossiers de recherche et sélectionne ainsi ses auteurs en fonction de leur qualité et d'autres critères scientifiques, thématiques et sur le respect de l'évaluation par les pairs. La maison d'édition publie environ 900 titres par an ; la majorité est évaluée par des pairs . Elle augmente le nombre de livres qui passent par le processus d'évaluation par les pairs chaque année. 
On peut remarquer les points suivants : 
- la réponse concernant l'acceptation préliminaire de leur résumé est faite aux auteurs dans 7 jours ;
- le temps de publication est estimé entre 4 et 7 mois [3]
- la maison d'édition a un riche catalogue en ligne, mis à jour régulièrement
- le site possède la liste des auteurs et rédacteurs avec leurs biographies[4]
- La maison d'édition indique les institutions avec lesquelles elle collabore ("nationally ranked top 100 universities worldwide") [5]